# Toshiyuki Honda
Toshiyuki Honda (jap. 本多俊之 ur. 6 grudnia 1950 w Tokio) – japoński saksofonista i kompozytor muzyki filmowej.

## Życiorys
W roku 1978, jeszcze jako student, wydał swój pierwszy album. Obecnie jest jednym z najbardziej znanych japońskich saksofonistów, nagrywający z takimi artystami jak Christopher Cross, Freddie Hubbard czy Chick Corea. W roku 1988 zdobył Ryuu Masayuki, nagrodę Japońskiej Akademii Filmowej, w kategorii najlepsza muzyka, za film Ryoko w akcji, ponadto był do niej nominowany jeszcze czterokrotnie: w 1989 za Yojo no jidai, w 1993 za Minbo, czyli japoński sposób szantażu, w 1997 za Sûpâ no onna i w 1998 za Chroniony świadek. Za muzykę do Ryoko w akcji był również nominowany podczas nagród filmowych Mainichi.

## Filmografia
- 1984 Yuugurezoku
- 1984 Ningyo densetsu
- 1985 Hitohira no yuki
- 1987 Making of 'A Taxing Woman'
- 1987 Ryoko w akcji
- 1988 Marusa no onnna 2 wo marusa suru
- 1988 Kujaku ô: Kikansai
- 1988 Yojo no jidai
- 1988 Powrót Ryoko
- 1989 Ganheddo
- 1990 A-ge-man - opowieści złotej gejszy
- 1992 Tokyo Babylon
- 1992 Minbo, czyli japoński sposób szantażu
- 1993 Ostatni taniec
- 1994 The Tibetan Book of the Dead: The Great Liberation
- 1994 Tybetańska Księga Umarłych
- 1994 Shin Kujakuō
- 1996 Sûpah no onna
- 1997 Chroniony świadek
- 2001 Metropolis
- 2003 Jesień w Warszawie
- 2003 Nasu: Andalusia no natsu
- 2005 Hasami otoko
- 2006 Taiyo no Mokushiroku
- 2007 Asakusa fukumaru ryokan
- 2008 Akifukaki
- 2008 Tsukiji uogashi sandaime
- 2008 Kiru
- 2009 Yonayona pengin
- 2013 Yakusoku: Nabari dokubudôshu jiken shikeishû no shôgai
- 2013 Kazoku Game